# Universitätsklinikum Aachen

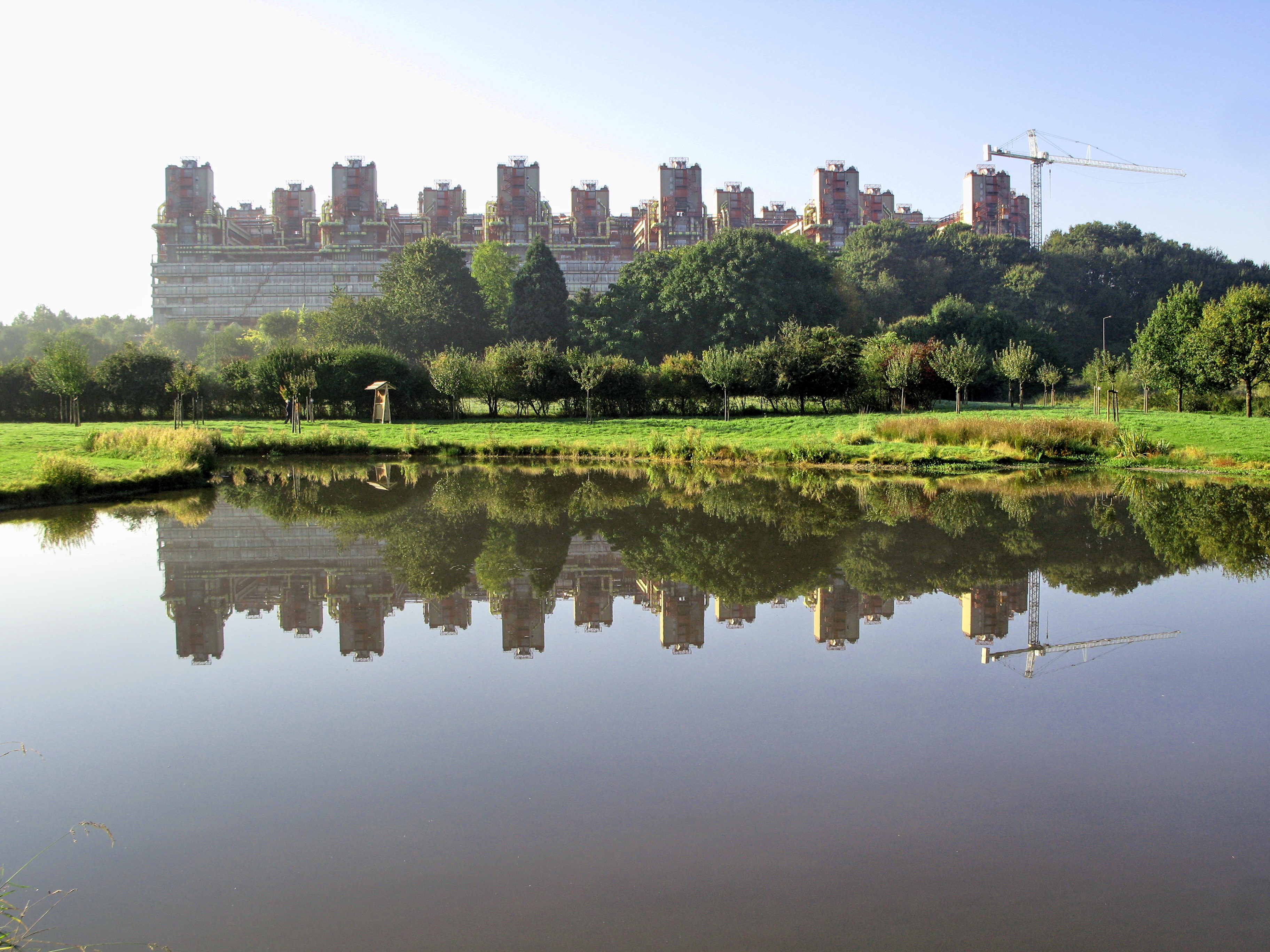
Północna fasada szpitala

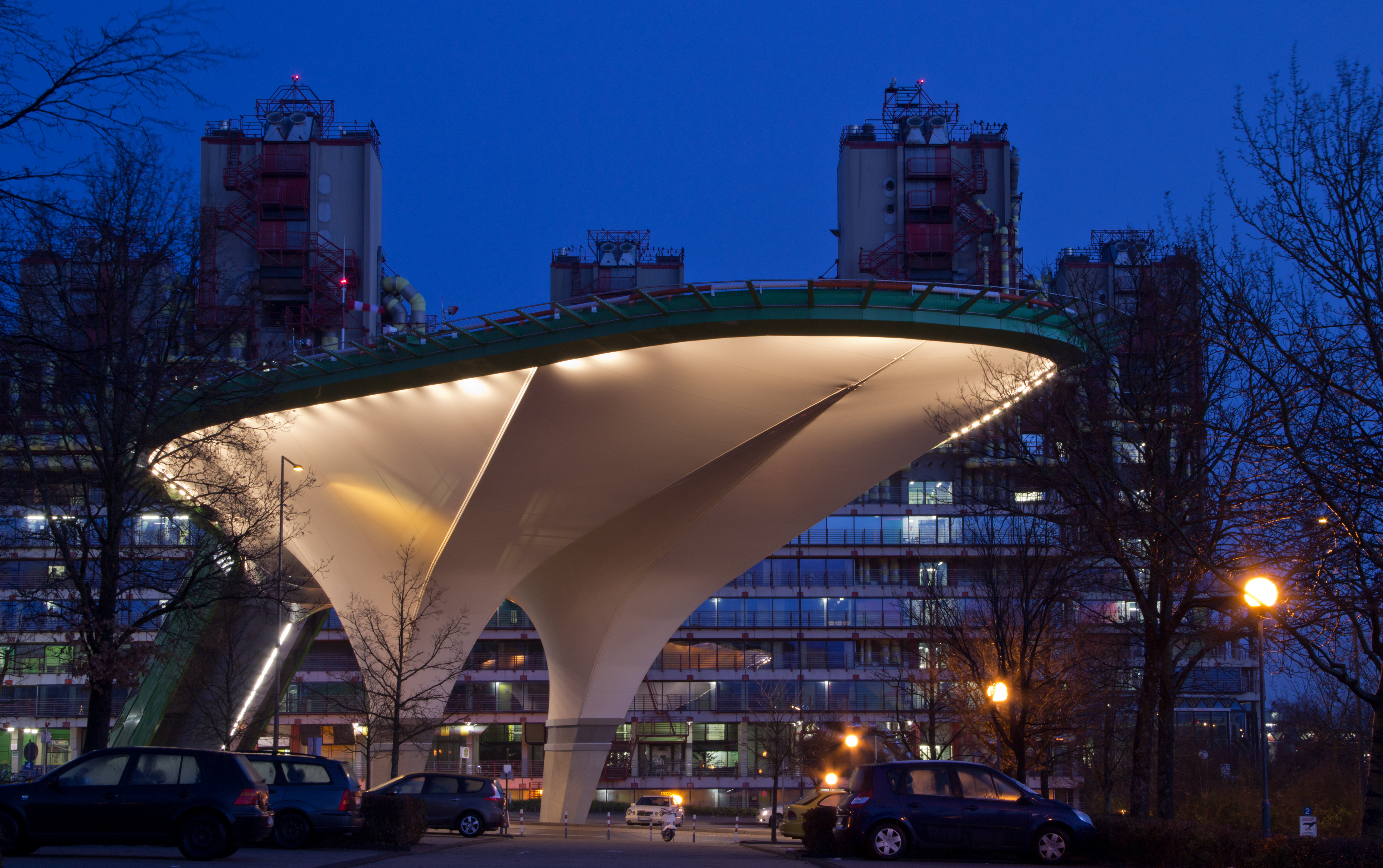
Otwarta w 2011 roku platforma z lądowiskiem dla śmigłowców

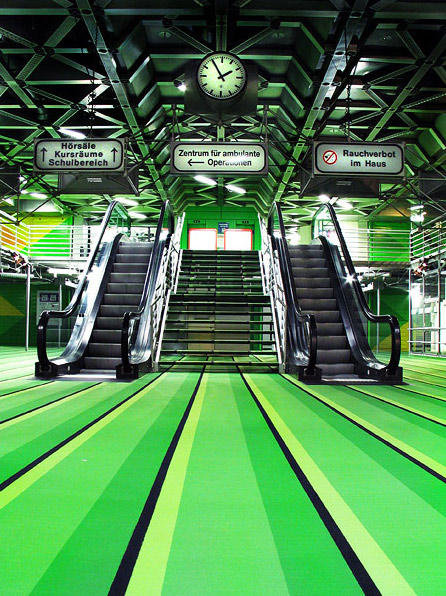
Hol wejściowy z charakterystycznymi dla wnętrza budynku zielonymi podłogami i ścianami

Uniklinik RWTH Aachen (pełna nazwa „Universitätsklinikum Aachen, AöR”) – wielospecjalistyczny szpital kliniczny uniwersytetu technicznego RWTH Aachen, znajdujący się w Akwizgranie, w kraju związkowym Nadrenia Północna-Westfalia. Został założony w 1966 roku i jest obecnie jednym z większych szpitali w Europie mieszczącym się w jednym budynku. W skład szpitala wchodzą 33 kliniki specjalistyczne obejmujące łącznie 1400 łóżek szpitalnych. Zatrudnione jest w nim ok. 9 tysięcy pracowników w tym ok. 960 lekarzy. W rankingu „World’s Best Hospitals 2022” znajduje się wśród 250 najlepszych szpitali na świecie.

## Historia
Wydział medycyny uniwersytetu technicznego RWTH Aachen został założony 18 czerwca 1966 roku z celem ścisłej współpracy dyscyplin medycznych i technicznych. Funkcje szpitala uniwersyteckiego pełnił wówczas zespół klinik Städtische Krankenanstalten Aachen. W celu sprostania wynikających z nowej funkcji zadań oraz rosnącej liczby pacjentów, została podjęta decyzja budowy nowej kliniki, w której dałoby się prowadzić działalność diagnostyczno-terapeutyczną, naukową i dydaktyczną w obrębie jednego budynku. Budowę rozpoczęto latem 1971 roku, a budynek przejmował stopniowo swoje zadania od 1982 roku aż do uroczystego otwarcia 21 marca 1985. Budynek nowej kliniki podlega od 20 listopada 2008 ochronie zabytków jako jeden z najbardziej znaczących przykładów architektury high-tech XX wieku. W 2011 roku została oddana do użytku platforma z nowym lądowiskiem dla śmigłowców, która łączy się bezpośrednio ze szpitalnym oddziałem ratunkowym, co ma umożliwić dotarcie pacjentów na SOR w ciągu około jednej minuty od lądowania.

## Kliniki
Lista klinik na podstawie strony internetowej instytucji:
- Klinika Anestezjologii
- Klinika Okołooperacyjnej Intensywnej Terapii i Intermediate Care

- Obrazowanie, terapia pod kontrolą obrazowania i radioterapia
  - Klinika Neuroradiologii
  - Klinika Radiologii
  - Klinika Medycyny Nuklearnej
  - Klinika Radioonkologii i Radioterapii

- Kliniki chirurgiczne
  - Klinika Chirurgii Ogólnej, Wisceralnej i Transplantacyjnej (z sekcją chirurgii dziecięcej[18])
  - Klinika Ortopedii, Traumatologii Narządu Ruchu i Chirurgii Rekonstrukcyjnej
  - Klinika Chirurgii Naczyniowej
  - Klinika Kardiochirurgii
  - Klinika Torakochirurgii
  - Klinika Kardiochirurgii Dziecięcej i Chirurgii Wrodzonych Wad Serca
  - Klinika Otorynolaryngologii, Chirurgii Głowy i Szyi
  - Klinika Chirurgii Szczękowo-Twarzowej
  - Klinika Neurochirurgii
  - Klinika Chirurgii Plastycznej, Chirurgii Dłoni i Chirurgii Oparzeń
- Kliniki internistyczne
  - Klinika Internistyczna I: Kardiologia, Angiologia i Internistyczna Intensywna Terapia
  - Klinika Internistyczna II: Choroby Nerek i Nadciśnienia, Choroby Reumatologiczne i Immunologiczne
  - Klinika Internistyczna III: Gastroenterologia, Choroby Metaboliczne i Internistyczna Intensywna Terapia
  - Klinika Internistyczna IV: Hematologia, Onkologia, Hemostazeologia i Przeszczepy Komórek Macierzystych
  - Klinika Internistyczna V: Pulmonologia i Internistyczna Intensywna Terapia
  - Klinika Internistyczna VI: Geriatria

- Klinika Dermatologii i Alergologii

- Klinika Urologii i Urologii Dziecięcej
- Klinika Ginekologii i Położnictwa

- Klinika Medycyny Dzieci i Młodzieży
- Klinika Foniatrii, Audiologii Dziecięcej i Zaburzeń Komunikacji
- Klinika Okulistyki

- Klinika Medycyny Paliatywnej
- Klinika Neurologii

- Klinika Psychiatrii, Psychoterapii i Psychosomatyki

- Klinika Psychiatrii, Psychoterapii i Psychosomatyki Dzieci i Młodzieży
- Kliniki stomatologiczne
  - Klinika Ortodoncji
  - Klinika Protetyki Stomatologicznej, Biomateriałów, Centrum Implantologii
  - Klinika Stomatologii Zachowawczej, Parodontologii i Stomatologii Zapobiegawczej
- Siedziba „Franziskus” (były Franziskushospital Aachen włączony 1 stycznia 2020 do Uniklinik RWTH Aachen[19])
  - Dermatologia i Alergologia, siedziba Franziskus
  - Diagnostyczna i interwencyjna radiologia, siedziba Franziskus
  - Geriatria (Klinika Internistyczna VI), siedziba Franziskus
  - Sekcja anestezjologii, siedziba Franziskus
  - Sekcja urologów wolno praktykujących 1, siedziba Franziskus
  - Sekcja urologów wolno praktykujących 2, siedziba Franziskus
  - Ortopedia, traumatologia narządu ruchu i chirurgia rekonstrukcyjna, siedziba Franziskus
  - Sekcja chirurgii stawów i kończyn, siedziba Franziskus
  - Chirurgia naczyniowa, siedziba Franziskus